# 榊原政令
榊原 政令（さかきばら まさのり）は、江戸時代後期の大名。越後国高田藩3代藩主。官位は従四位下・式部大輔、遠江守。榊原家11代当主。

## 略歴
先代藩主・榊原政敦の長男。母は象（きさ）の方。幼名を小平太。
文化7年（1810年）、父の隠居により家督を相続した。名君として知られ、藩政に尽くした。主なものでは藩士への産綬事業推奨、領内赤倉山の温泉を掘削して赤倉温泉を開き温泉奉行を置いたこと、藩士宅に果樹の木の植樹推進など、多方面にわたる改革や産業の育成を行い、藩財政の立て直しに尽くした。また、他藩の事情から陸奥国の飛び地分9万石余のうち5万石余を高田城隣接地に付け替えられるという幸運もあり、藩財政の安定をもたらした。
文政10年（1827年）隠居し、跡を長男の政養に譲る。文久元年（1861年）死去、享年86。

## 系譜
父母
- 榊原政敦（父）
- 象（きさ）の方、三宅氏（母） - 側室

正室、継室
- 誠（正室） - 鍋島治茂の娘
- 豊姫（継室） - 保科正率の娘

側室
- 久米氏
- 唐沢氏
- 西村氏

子女
- 榊原政養（長男） 生母は誠
- 榊原政礼（三男） 生母は久米氏 - 細川興祥の養子、はじめ細川興民と称した
- 榊原政忠（四男）
- 榊原政愛（五男） 生母は唐沢氏
- 岡田善宝（六男） 生母は西村氏 - 岡田善功の養子

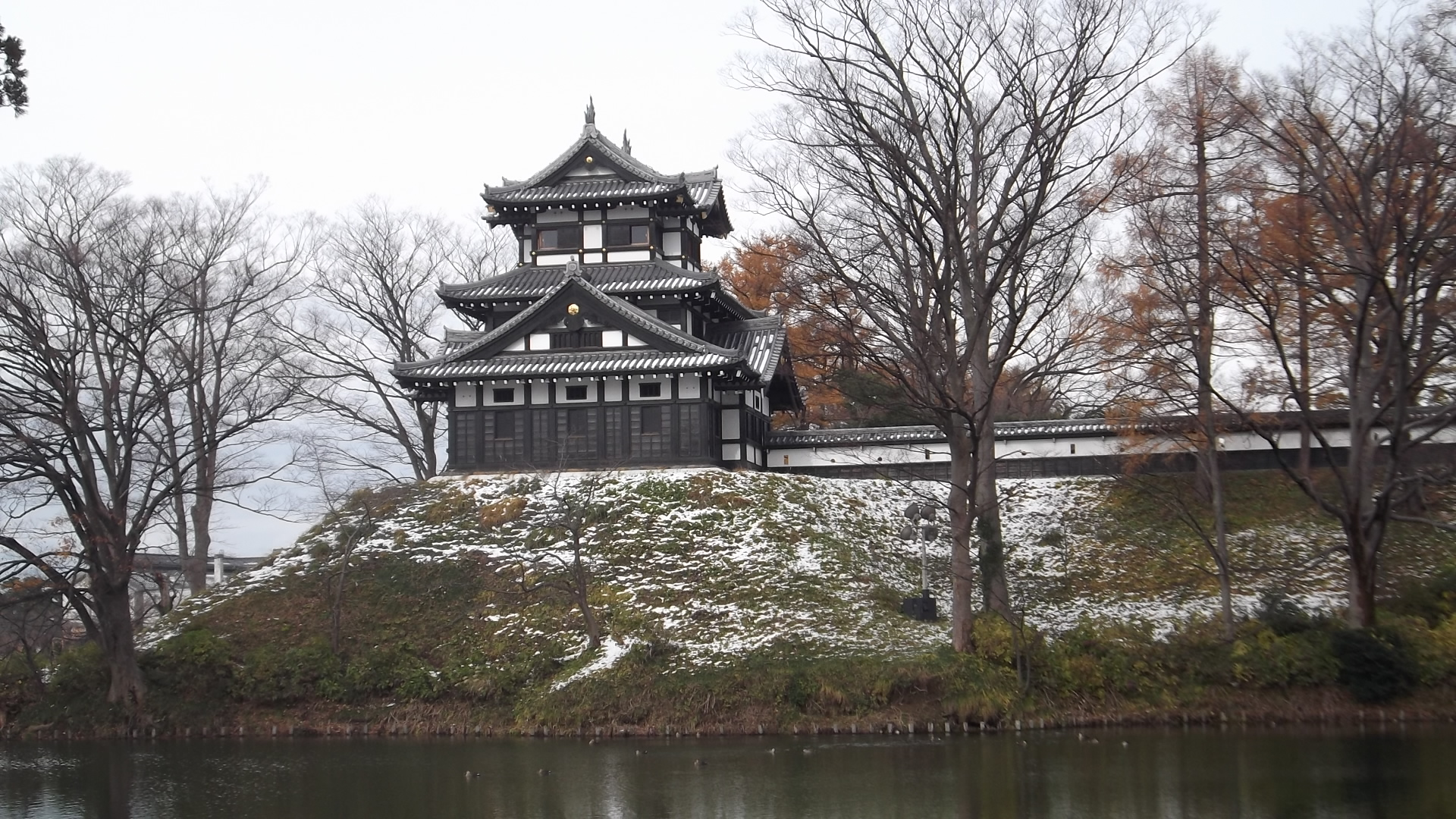
越後高田城三重櫓（新潟県上越市）

- 稲葉正誼（七男） - 稲葉正守の養子
- 榊原職常室、生母は久米氏
- 節子 - 堀田正睦正室